# Wraxall (Somerset)
Wraxall ist eine Ortschaft in der Grafschaft Somerset, England. Sie befindet sich etwa 10 km westlich von Bristol und 2 km nordöstlich von Nailsea. In den 1950er Jahren fand man hier die Überreste einer römischen Villa. Im Ort befindet sich der Freizeitpark Noah’s Ark Zoo Farm. Östlich befindet sich das Tyntesfield House.